# Greensleeves

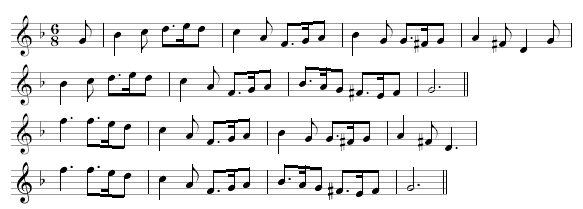
Část notového zápisu písně

Greensleeves je anglická lidová píseň. Autor je neznámý, přesněji řečeno nejistý. Píseň byla poprvé zaregistrována Richardem Jonesem v září 1580. Občas bývá považována za irskou lidovou. Někdy bývá připisována anglickému králi Jindřichu VIII., podle italského stylu kompozice se ale spíš dá usuzovat na vznik v době alžbětinské renesance. Je zmíněna i v Shakespeareových Veselých paničkách windsorských. Dnes je to asi nejznámější anglická skladba své epochy. Dočkala se řady dobových i moderních interpretací. Na melodii písně Greensleeves se zpívá také text vánoční koledy What Child Is This?, napsaný Williamem Chattertonem Dixem v roce 1865. Ve Spojeném království, Austrálii a Novém Zélandu je její melodie populární jako standardní vyzvánění zmrzlinářských vozů.
Píseň podle jednoho z vysvětlení zpívá o ženách, které se milovaly v přírodě a zůstávala jim na šatech tráva – nebyly to ctné dámy, protože neprovdané se nemohly milovat vůbec a ctné vdané jen s manželem a v soukromí, proto se o nepočestných říkalo, že mají zelené rukávy (angl. green sleeves) – byl to eufemismus pro lehkou děvu. V novodobém překladu Canterburských povídek Geoffreyho Chaucera od Nevilla Coghilla se vysvětluje, že „zelená (v Chaucerově době) byla barvou lehkosti v lásce (lehké lásky)…“

## Text
Alas, my love, you do me wrong,
To cast me off discourteously.
For I have loved you well and long,
Delighting in your company.

Chorus:
Greensleeves was all my joy
Greensleeves was my delight,
Greensleeves was my heart of gold,
And who but my lady greensleeves.

Your vows you've broken, like my heart,
Oh, why did you so enrapture me?
Now I remain in a world apart
But my heart remains in captivity.

chorus

I have been ready at your hand,
To grant whatever you would crave,
I have both wagered life and land,
Your love and good-will for to have.

chorus

If you intend thus to disdain,
It does the more enrapture me,
And even so, I still remain
A lover in captivity.

chorus

My men were clothed all in green,
And they did ever wait on thee;
All this was gallant to be seen,
And yet thou wouldst not love me.

chorus

Thou couldst desire no earthly thing,
but still thou hadst it readily.
Thy music still to play and sing;
And yet thou wouldst not love me.

chorus

Well, I will pray to God on high,
that thou my constancy mayst see,
And that yet once before I die,
Thou wilt vouchsafe to love me.

chorus

Ah, Greensleeves, now farewell, adieu,
To God I pray to prosper thee,
For I am still thy lover true,
Come once again and love me.

chorus

Český překlad

Zelené rukávce

Bohužel, má lásko, ničíte mne,
nezdvořilým odmítáním.
Protože vás miluji velmi a dlouho,
nacházím potěšení ve vaší společnosti.

Refrén:
Zelené rukávce jsou vší mou radostí
zelené rukávce jsou mým potěšením,
zelené rukávce jsou mému srdci drahé,
a nikdo jen má dáma se zelenými rukávci.

Své sliby jste zničila, jako mé srdce,
ach, proč jste mě tak okouzlila?
Nyní zůstávám stranou světa
ale mé srdce zůstává v zajetí.

refrén

Jsem připraven do vašich rukou,
dát cokoli, po čem byste toužila,
dát v sázku jak život tak majetek,
abych měl vaši lásku a přízeň.

refrén

Máte-li v úmyslu tak pohrdat,
tím víc mne to okouzluje,
a i nadále zůstávám
milencem v zajetí.

refrén

Všichny své lidi jsem oblékl do zelené,
a oni se stále na tebe čekali;
To vše bylo považováno za galantní,
a přesto mě stále nemiluješ.

refrén

Nemůžeš toužit po žádné pozemské věci,
klidně a snadno bys ji měla.
Tobě pořád hrají a zpívají
a přesto mě stále nemiluješ.

refrén

Budu se modlit k Bohu na nebi,
abys mou stálost viděla,
a abys ještě než zemřu,
udělila mi výsadu své lásky.

refrén

Ach, zelené rukávce, nyní sbohem, adieu,
k Bohu se modlím, aby se ti dařilo
neboť jsem pořád tvůj opravdový milenec,
Přijď opět a miluj mě.
refrén

## České texty
České texty inspirované původním textem písně Greensleeves:
- Dobrodružství s bohem Panem – český text Miloň Čepelka, interpret Marta Kubišová (1968)
- Romance 16. léta (Lady Greensleeves) – český text Pavel Žák, interpret Rangers – Plavci (1977)
- Růžové tajemství – český Zbyněk Vavřín, interpret Yvetta Simonová (1964)
- Rukávy – český text Dušan Vančura, interpreti Jan Vančura a Zdenka Tichotová CD Balady (1995) Bratři Nedvědové & spol.

- Zelené rukávy – český text Vladimír Merta, interpret Vladimír Merta a Jan Hrubý (nahráno 1976, vydáno 2011)
- Mladík s loutnou – český text Ivo Fischer, interpret Lenka Filipová

České texty inspirované textem vánoční koledy What Child Is This?:
- Být dítětem svítícím – český text Pavel Vrba, interpret Lucie Bílá (2013)
- Hříbě s rolničkou – český text Josef Jareš, interpret skupina Schovanky (1995)